# دهستان آسمان‌آباد
دهستان آسمان‌آباد، یکی از دهستان‌های بخش آسمان‌آباد در استان ایلام ایران است. مرکز این دهستان، روستای صیدنظری علیا است.

## جمعیت
بر پایه سرشماری عمومی نفوس و مسکن در سال ۱۳۹۵، جمعیت دهستان کل کل برابر با ۱٬۱۹۸ نفر بوده‌است.